# ناجي أغيليرا
ناجي أغيليرا مواليد 28 مايو 1986، هو ملاكم محترف دومينيكي يصنف ضمن فئة الوزن الثقيل.

## المسيرة الاحترافية
من نزالاته:
- انتصر على توماش أدامك بالضربة الفنية القاضية (2012/03/24).

## إحصائيات
خاض خلال مسيرته 32 نزالا، فاز في 21 ولم يتعادل وخسر في 11. فاز بالضربة القاضية في 14 نزالا.

## روابط خارجية
- ناجي أغيليرا على موقع بوكس ريك (الإنجليزية) (registration required)